# Bitches
Koordinaten: 51° 51′ 51″ N, 5° 19′ 30″ W
Die Bitches sind Gezeitenwellen im Pembrokeshire-Coast-Nationalpark vor der Küste von Wales. Durch den Gezeitenhub entstehen alle 12½ Stunden diese Wellen. Sie können mit einem Kajak oder einem Surfbrett gesurft werden.

## Lage
Die Wellen entstehen am nördlichen Ende der Meerenge zwischen der Insel Ramsey Island und der Küste der walisischen Grafschaft Pembrokeshire. Die Meerenge ist dort etwas über zwei Kilometer breit.
| Gezeitenwellen „Bitches“ · Küste bei St. David’s mit Ramsey Island, der nördlichen Begrenzung der St. Brides Bay |

## Die Wellen
Die Wellen sind Gezeitenwellen, wie sie normalerweise in Flussmündungen mit deutlichem Tidenhub entstehen. Die Bitches entstehen jedoch in einer Meerenge, also auf der offenen See. Der Gezeitenstrom wird durch eine Meerenge gezwungen. Dadurch erhöht sich die Fließgeschwindigkeit deutlich. An den felsigen Ufern entstehen Kehrwasser, teilweise über einen Kilometer lang. Durch die Felsen unter Wasser und die Bodenbeschaffenheit bauen sich die Wellen auf. Stabil sind sie nur für relativ kurze Zeit vor und nach Hochwasser. Der Tidenhub muss mindestens sechseinhalb Meter betragen, damit sich die Wellen bilden, ab sieben Metern sind die Wellen beständig. Bei Voll- oder Neumond sind die Wellen besonders ausgeprägt.

## Sportliche Bedeutung
Die Bitches sind eine Anlaufstelle für Surfer oder Kajak-Fahrer.  Aufgrund der Lage der Wellen im offenen Meer und den teilweise unberechenbaren Strömungsverläufen birgt die Stelle Gefahren. Es können sich Strudel bilden und Felsen liegen knapp unterhalb der Wasseroberfläche. 1991 fand hier die erste Weltmeisterschaft im Kanurodeo, heute unter dem Namen Playboating bekannt, statt. Weltmeister wurde der Deutsche Jan Kellner.